# Soresina
Soresina (lombardul: Suresina) település Olaszországban, Lombardia régióban, Cremona megyében. Lakosainak száma 8816 fő (2023. január 1.). Soresina Annicco, Cappella Cantone, Casalmorano, Castelleone, Cumignano sul Naviglio, Genivolta és Trigolo községekkel határos.

## Népesség
A település lakossága az elmúlt években az alábbi módon változott:
| Lakosok száma | 9077 | 8948 | 8915 | 8816 |
|               | 2013 | 2017 | 2018 | 2023 |